# Heinz Kuhrig
Heinz Kuhrig, né le 4 mars 1929 à Strehla (Allemagne) et mort suicidé le 13 septembre 2001 à Berlin, est un homme politique est-allemand. Il est ministre de l'Agriculture, des Forêts et de l'Agroalimentaire de 1976 à 1982.

## Décorations
- 1969 : ordre du Mérite patriotique (Argent)
- 1979 : ordre du Mérite patriotique (Or)
- 1989 : ordre du Mérite patriotique (« Fermoir honorifique en or »)

## Sources
- (de) Cet article est partiellement ou en totalité issu de l’article de Wikipédia en allemand intitulé « Heinz Kuhrig » (voir la liste des auteurs).